# Cultuurhistorie (landschap)
Cultuurhistorie is in Nederland een bredere term voor de combinatie van een aantal ruimtelijke wetenschappen, met name archeologie, historische geografie, bouwhistorie, historische ecologie en een variabel aantal andere wetenschappen, zoals de toponymie en soms ook de fysische geografie.
In Nederland worden de beleidsmatige belangen van de cultuurhistorie behartigd door de Rijksdienst voor het Cultureel Erfgoed. De resultaten van cultuurhistorische inventarisaties worden vastgelegd op een cultuurhistorische waardenkaart.

## Verhouding tot de cultuurgeschiedenis
In Nederland wordt een nadrukkelijk onderscheid gemaakt tussen cultuurgeschiedenis en de hierboven besproken cultuurhistorie. Mentaliteitsgeschiedenis komt in de cultuurhistorie doorgaans slechts aan de orde wanneer de relatie tot de ruimtelijke karakteristieken het onderwerp is. We zouden kunnen zeggen dat de cultuurhistorie een ruimtelijke wetenschap is, terwijl de cultuurgeschiedenis nadrukkelijk een historische wetenschap is.